# Leggera (singolo)
Leggera è un singolo della cantante italiana Levante, pubblicato il 31 marzo 2023 come secondo estratto dal quinto album in studio Opera futura.
Il brano fa parte della colonna sonora del film Romantiche diretto da Pilar Fogliati.

## Descrizione
Il brano fa parte della colonna sonora del film Romantiche diretto da Pilar Fogliati. Riguardo alla nascita del brano, Levante ha raccontato:

## Video musicale
Il video, diretto da Federico Santaiti, è stato reso disponibile in concomitanza con il lancio del singolo attraverso il canale YouTube della cantante.

## Tracce
Testi e musiche di Levante.
1. Leggera – 3:05
2. Leggera (Acoustic Live) – 3:06

## Riconoscimenti
- Soundtrack Stars Award
  - 2023 – Premio dell'anno[5]